# Bazoches-les-Gallerandes
Bazoches-les-Gallerandes – miejscowość i gmina we Francji, w Regionie Centralnym, w departamencie Loiret.
Według danych na rok 1990 gminę zamieszkiwało 1326 osób, a gęstość zaludnienia wynosiła 36 osób/km² (wśród 1842 gmin Regionu Centralnego Bazoches-les-Gallerandes plasuje się na 299. miejscu pod względem liczby ludności, natomiast pod względem powierzchni na miejscu 215).